# Верделліно
Верделліно (італ. Verdellino) — муніципалітет в Італії, у регіоні Ломбардія, провінція Бергамо.
Верделліно розташоване на відстані близько 480 км на північний захід від Рима, 36 км на північний схід від Мілана, 12 км на південний захід від Бергамо.
Населення — 7687 осіб (2014).
Щорічний фестиваль відбувається 7 грудня. Покровитель — Sant'Ambrogio.

## Демографія
Населення за роками:

Станом на 1 січня 2023 року в муніципалітеті офіційно проживало 1879 іноземців з 51 країни, серед них 83 громадяни країн Євросоюзу та 15 громадян України.

## Сусідні муніципалітети
- Больтієре
- Чизерано
- Левате
- Озіо-Сотто
- Верделло